# 哈姆林 (緬因州)
哈姆林（英語：Hamlin）是一個位於美國緬因州阿魯斯圖克縣的市鎮。

## 人口
根據2020年美國人口普查的數據，哈姆林的面積為62.26平方千米，當中陸地面積為60.48平方千米，而水域面積為1.78平方千米。當地共有人口166人，而人口密度為每平方千米3人。